# آندرئا گواردینی
آندرئا گواردینی (ایتالیایی: Andrea Guardini؛ زادهٔ ۱۲ ژوئن ۱۹۸۹) دوچرخه‌سوار اهل ایتالیا است.

## باشگاهی
از باشگاه‌هایی که در آن رکاب زده‌است می‌توان به تیم آستانه، ویلیر تریستینا–سله ایتالیا، ویلیر تریستینا–سله ایتالیا، تیم یوای‌ئی امارات، و باردیانی–سی‌اس‌اف اشاره کرد.